# Violence sexuelle
Ne doit pas être confondu avec une agression sexuelle.

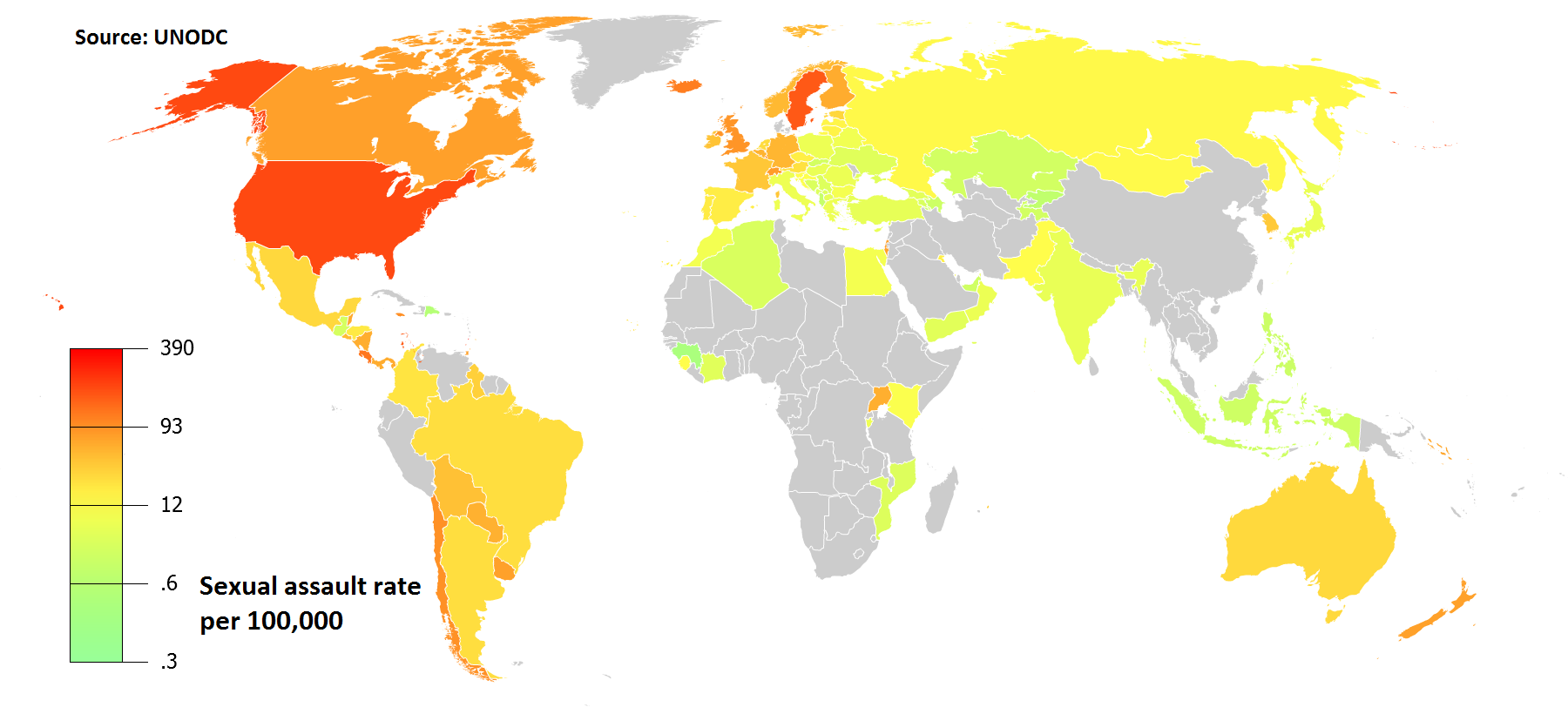
Taux d'agressions sexuelles pour 100000 entre 2010 et 2012.

La violence sexuelle est « tout acte sexuel, tentative pour obtenir un acte sexuel, commentaire ou avances de nature sexuelle, ou actes visant à un trafic ou autrement dirigé contre la sexualité d’une personne en utilisant la coercition, commis par une personne, indépendamment de sa relation avec la victime, dans tout contexte, y compris, mais sans s’y limiter, le foyer et le travail » selon la définition de l'Organisation mondiale de la santé,,. La violence sexuelle est commise aussi bien en temps de paix qu'en temps de guerre. Très courante, cette violation des droits humains est considérée comme l'une des plus traumatisantes et omniprésentes à la fois,.
La violence sexuelle pose de graves problèmes de santé publique et elle entraîne d'importantes répercussions, à court et à long terme, sur la santé physique et mentale : dangers pour la santé sexuelle et risques majorés de suicide ou d'infection au VIH-1. En outre, certaines violences sont accompagnées d'assassinats soit durant une agression sexuelle, soit comme crime d'honneur après l'agression. Même si les principales victimes des violences sont les filles et les femmes, le problème peut frapper n'importe quelle personne, quel que soit son âge. Les auteurs de violences peuvent être des parents, des soignants, des connaissances, des inconnus ou des partenaires. Ces violences procèdent rarement d'un crime passionnel ; au contraire, elles expriment le désir de puissance et de domination sur la victime.
La violence sexuelle fait souvent l'objet d'une réprobation sociale, ce qui explique pourquoi les signalements des actes varient d'une région à l'autre. Dans l'ensemble, ce phénomène court le risque d'être sous-évalué: les violences sexuelles sont difficiles à chiffrer, sous-estimées par les sources policières (toutes les victimes ne portent pas plainte) mais également par les principales enquêtes statistiques (qui généralement ne couvrent pas les populations hors ménages, par exemple vivant en centres de réinsertion, alors qu'elles sont particulièrement à risque). En outre, la violence sexuelle est souvent survolée par les chercheurs, or une compréhension fine de ses mécanismes est nécessaire pour mener des campagnes de lutte efficaces. Les statistiques distinguent les violences sexuelles familiales et celles qui se produisent lors d'un conflit. Bien souvent, les personnes qui imposent des actes sexuels à leur conjoint croient que leur comportement est légitime dans le cadre du mariage. Dans le cas des conflits, la violence sexuelle accompagne systématiquement la guerre et elle se perpétue à cause de l'impunité des criminels,. Le viol sur les hommes et les femmes sert souvent d'arme pour attaquer un ennemi, pour symboliser la conquête et l'humiliation de ses soldats. Bien que les conventions relatives aux droits de l'homme, la coutume et le droit international humanitaire interdisent les violences sexuelles, les instruments d'application sont encore fragiles et, dans de nombreux points du globe, inexistants,,,.
D'un point de vue historique, le préjugé voulait que la violence sexuelle ne frappât que les femmes et qu'elle fût banale voire « normale », en temps de guerre et en temps de paix, depuis la Grèce antique jusqu'au XXe siècle. Cet attitude a conduit à négliger les procédés, les objectifs et l'ampleur de cette violence. Il a fallu attendre la fin du XXe siècle pour que la violence sexuelle ne soit plus considérée comme un sujet mineur et qu'elle fasse l'objet de législations de plus en plus complètes.

## Définitions

### En général
L'Organisation mondiale de la santé, dans son rapport de 2002 sur la violence et santé, décrit la violence sexuelle ainsi : « Tout acte sexuel, tentative pour obtenir un acte sexuel, commentaire ou avances de nature sexuelle, ou actes visant à un trafic ou autrement diriges contre la sexualité d’une personne en utilisant la coercition, commis par une personne indépendamment de sa relation avec la victime, dans tout contexte, y compris, mais sans s’y limiter, le foyer et le travail ». Cette définit inclut, entre autres, le viol, c'est-à-dire la pénétration, de force ou par la contrainte, de la vulve ou de l'anus d'une personne, par le pénis, d'autres membres ou un objet. La violence sexuelle est un acte commis à dessein pour infliger une grave humiliation à la victime et porter atteinte à la dignité humaine. Dans le cas où des tiers sont forcés de regarder l'agression, l'intention est d'intimider cette communauté.
D'autres aspects de la violence sexuelle sont les variantes de l'agression sexuelle, qui peut consister en un contact imposé entre la bouche et le pénis, la vulve ou l'anus, ainsi que des actes hostiles sans contact physique, comme le harcèlement sexuel, les menaces et le voyeurisme.
Dans le cadre d'une violence sexuelle, la notion de contrainte correspond à un large éventail de coercition : force physique, intimidation psychologique, chantage ou d'autres menaces — comme la menace de recevoir des blessures, de perdre son travail ou de ne pas obtenir un poste convoité. La contrainte renvoie également aux personnes qui ne sont pas en état de formuler un consentement à cause de l'ivresse, de l'usage de drogues, du manque de sommeil ou d'une incapacité mentale à comprendre la situation.
Ces définitions au sens large figurent dans des traités internationaux. Le Statut de Rome, dans l'article 7(1)(g), déclare : « on entend par crime contre l'humanité l'un quelconque des actes ci-après lorsqu'il est commis dans le cadre d'une attaque généralisée ou systématique lancée contre toute population civile et en connaissance de cette attaque : viol, esclavage sexuel, prostitution forcée, grossesse forcée, stérilisation forcée ou toute autre forme de violence sexuelle de gravité comparable ». La violence sexuelle est décrite dans les Éléments des crimes : « un acte de nature sexuelle sur une ou plusieurs personnes ou a contraint ladite ou lesdites personnes à accomplir un tel acte par la force ou en usant à l’encontre de ladite ou desdites ou de tierces personnes de la menace de la force ou de la coercition, telle que celle causée par la menace de violences, contrainte, détention, pressions psychologiques, abus de pouvoir, ou bien à la faveur d’un environnement coercitif, ou encore en profitant de l’incapacité desdites personnes de donner leur libre consentement ».
Le rapporteur spécial des Nations unies publie en 1998 un document sur le viol systématique, l’esclavage sexuel et les pratiques analogues à l’esclavage en période de conflit armé. Le document indique que la violence sexuelle est « toute violence, physique ou psychologique, menée par des moyens sexuels en ciblant la sexualité ».

### Violence sexuelle familiale et violence sexuelle liée à un conflit
Il existe une distinction entre la violence sexuelle familiale et la violence sexuelles liée à un conflit.
- La violence sexuelle familiale est perpétrée par un partenaire amoureux ou des membres de la famille et de son entourage. Ce type de violence sexuelle est très répandu, en temps de guerre comme en tant de paix.
- La violence sexuelle lors d'un conflit est perpétrée par des combattants, y compris les rebelles, les milices et les armées gouvernementales. La violence sexuelle sous toutes ses formes peut faire l'objet d'une campagne systématique lors d'un conflit « pour torturer, blesser, soutirer des informations, avilir, menacer, intimider ou punir »[18]. Dans ce cadre, la violence sexuelle est utilisée comme une arme de guerre. Voir : viol de guerre et viol en tant qu'arme de génocide.

## Victimes

### Portée
Toutes sortes de personnes peuvent subir des violences sexuelles : femmes, hommes, enfants et aussi des personnes qui se définissent par leur genre, par exemple les personnes trans.
La majorité des recherches, des rapports et des analyses concernent les violences contre les femmes et les violences sexuelles lors d'un conflit. Les récits typiques sur la violence sexuelle montrent souvent les hommes comme auteurs et les femmes comme victimes. Et il est vrai que les femmes sont, de très loin, les premières victimes. Néanmoins, la violence sexuelle est le fait d'hommes et de femmes, en temps de paix comme en temps de guerre.
Certaines personnes sont ciblées en raison de leur orientation sexuelle ; ces agressions, souvent appelées « viols correctifs », se fondent sur un principe d'hétéronormativité.

### Violence sexuelle familiale
La violence sexuelle familiale recouvre toutes les formes d'activité sexuelle non désirée. Il s'agit d'abus même si la victime avait, auparavant, accepté de bon gré des activités sexuelles avec l'auteur des violences. Les victimes peuvent être des hommes ou des femmes.
D'après une étude de l'Organisation mondiale de la santé (OMS) en 2006 sur la violence physique et sexuelle commises dans le cadre familial contre les femmes dans dix pays, la prévalence de violences familiales sexuelles frappe en moyenne entre 10% et 50% de la population féminine. La violence sexuelle familiale est, par ailleurs, nettement moins répandue que les autres variantes de violences familiales. Les variations dans les données entre et dans différents pays laissent présager qu'il est possible de prévenir ce type de violence.

### Femmes et filles
La violence sexuelle contre les femmes et les filles revêt de nombreux aspects et elle est exécutée dans des situations et des contextes variés. Le rapport de l'OMS sur la violence et la santé recense les procédés suivants parmi les violences sexuelles contre les femmes et les filles :
- Viols systématiques au cours de conflits armés ;
- Viol conjugal ou dans le cadre d'une relation amoureuse (voir aussi date rape) ;
- Viol par des inconnus ;
- Avances sexuelles non souhaitées ou harcèlement sexuel, y compris les demandes de prestations sexuelles en échange d'un service ;
- Abus sexuel sur des personnes handicapées physiquement ou mentalement ;
- Abus sexuel sur mineur ;
- Mariage forcé ou cohabitation imposée, y compris en tant qu'union entre enfants ;
- Refus du droit d'utiliser la contraception ou d'adopter des mesures de protection contre les infections sexuellement transmissibles (voir coercition reproductive) ;
- Avortement forcé ;
- Violences contre l'intégrité physique, notamment les mutilations génitales féminines et les tests de virginité ;
- Prostitution forcée et traite d'êtres humains à des fins d'exploitation sexuelle ;
- Attouchement sexuel.

En 1987, une étude montre que les étudiantes à l'université ont été menées à des actes sexuels non consentis face à des hommes usant de coercition verbale, de force physique, d'alcool et de drogues pour perturber leur jugement.
La violence sexuelle fait partie des atteintes les plus fréquentes contre les femmes en temps de guerre. Elle fait également partie des expériences les plus traumatisantes, sur les plans émotionnel et psychologique, que subissent les femmes lors d'un conflit. Les violences sexuelles, et en particulier le viol, sont considérées comme une méthode de guerre : elles ne servent pas uniquement à « torturer, blesser, soutirer des informations, avilir, déplacer, intimider, punir ou simplement détruire », en effet elles sont des stratégies délibérées pour désorganiser les communautés et saper le moral des hommes,. La violence sexuelle en tant qu'arme de guerre est monnaie courante lors de conflits comme au Rwanda, au Soudan, en Sierra Leone et au Kosovo.
En France, le gouvernement prévoit de mettre en place, en 2025, des dispositifs permettant aux femmes de porter plainte dans des hôpitaux ou l'ont peut trouver des services gynécologiques et d'un service d'urgence.

### Hommes et garçons
À l'instar des femmes, les hommes peuvent subir des violences sexuelles sous plusieurs formes et elles peuvent survenir dans n'importe quel cadre, y compris au domicile, au travail, en prison, en garde à vue, en temps de guerre et dans l'armée,. Les différentes formes de violence sexuelle contre les hommes sont le viol, la stérilisation contrainte, la masturbation imposée et les violences sur les organes génitaux (y compris les mutilations). Outre la douleur physique, les violences sexuelles contre les hommes peuvent aussi exploiter les conceptions locales sur le genre et la sexualité pour infliger aux victimes de graves séquelles psychologiques, causant des souffrances pendant des années après l'agression.
La violence sexuelle contre les hommes est plus répandue que l'opinion publique ne le pense. Toutefois, la portée de ces crimes demeure méconnue, principalement à cause de carences en termes de documentation sur ces cas. Les victimes hésitent souvent à signaler les abus par peur, par confusion, par culpabilité, par honte, par stigmatisation ou par la conjugaison de plusieurs de ces sentiments,. En outre, les hommes peuvent se montrer réticents à évoquer leur victimation. Sur ce plan, la manière dont les sociétés élaborent la notion de masculinité pèse un certain poids. Il peut arriver que la masculinité soit vue comme incompatible avec la victimation, surtout dans les communautés où la masculinité signifie l'exercice du pouvoir ; auquel cas, les victimes s'abstiennent de porter plainte. L'idée que la victimation serait incompatible avec la conception conventionnelle de la masculinité peut influencer tant l'agression elle-même que les capacités des victimes à la surmonter. Les violences sexuelles contre les hommes étant largement sous-représentées, les rares études disponibles tendent à présenter un caractère anecdotique.
Quand les violences sexuelles contre les hommes sont reconnues et font l'objet d'une plainte, l'agression est souvent qualifiée d'« abus » ou de « torture ». Ces qualifications ont tendance à invisibiliser les agressions sexuelles contre les hommes en les rattachant à une autre catégories, ce qui concourt à la sous-représentation des plaintes concernant ces crimes ; ces facteurs reposent peut-être sur le préjugé voulant que la violence sexuelle est un problème de femmes et que les hommes ne peuvent pas devenir victimes d'agressions sexuelles.

### Enfants
La violence sexuelle contre les enfants est une forme de maltraitance sur mineur. La violence sexuelle contre les enfants englobe le harcèlement et le viol ainsi que leur exploitation dans la prostitution et la pédopornographie,.
La violence sexuelle porte gravement atteinte aux droits d'un enfant et risque de provoquer d'importants traumatismes physiques et psychiques sur la victime,. D'après une étude de 2002 par l'OMS, environ 223 millions d'enfants ont subi des violences sexuelles commises par un contact physique. Or, compte tenu de la sensibilité de ce sujet et de la tendance à dissimuler ces abus, les victimes sont probablement bien plus nombreuses en réalité,.
Les filles sont bien plus souvent ciblées que les garçons. L'enquête de l'OMS indique que 150 millions de filles ont subi des abus, là où les garçons sont 73 millions de victimes. D'autres sources rejoignent la conclusion que les filles sont nettement plus exposées aux violences sexuelles, y compris la prostitution.

## Causes de la violence et facteurs de risques
Les causes de la violence sexuelle sont complexes en raison de la diversité de ses formes et des contextes où elle se produit. Il existe d'importants recoupements entre plusieurs formes de violence sexuelle et la violence sexuelle dans le couple. Certains facteurs aggravent le risque qu'une personne devienne victime d'actes sexuels contraints, ou qu'une personne inflige à une autre un acte sexuel contraint, ainsi que des facteurs dans l'environnement social, comme l'entourage, qui influencent le risque d'un viol et conditionnent la réaction face au viol.
Environ 70 % des personnes victimes de violence sexuelle se sont trouvées en état de paralysie (en) avant et pendant l'agression. L'avis majoritaire parmi les scientifiques est que cette forme de paralysie se produit chez les humains quand ils n'ont aucun recours pour éviter qu'une violence sexuelle soit commise à leur encontre ; ainsi, le cerveau paralyse le corps afin de lui permettre de survivre avec des lésions moins graves,.

### Facteurs de risque
D'après les Centres pour le contrôle et la prévention des maladies, les facteurs individuels concourant au risque de violences sont :
- Alcoolisme ;
- Toxicomanie ;
- Délinquance ;
- Déficits d'empathie ;
- Agressivité générale et tolérance envers la violence ;
- Initiation sexuelle précoce ;
- Fantasmes sexuels de coercition ;
- Préférences pour une sexualité impersonnelle et pour la prise de risques en matière de sexualité ;
- Exposition à des médias avec des contenus sexuels crus ;
- Hostilité envers les femmes ;
- Adhésion aux normes de genre traditionnelles ;
- Hyper-masculinité ;
- Comportement suicidaire ;
- Occurrence antérieure d'une agression sexuelle, comme victime ou comme auteur.

Sur le plan relationnel, les facteurs de risque sont :
- Environnement familial marqué par la violence physique et les conflits ;
- Abus sexuels, sévices physiques ou psychologiques dans l'enfance ;
- Entourage familial peu réconfortant ;
- Relations parent-enfant difficiles, surtout avec les pères ;
- Association avec des homologues présentant une sexualité agressive, des traits hypermasculins ou de la délinquance ;
- Participation à une relation de couple marquée par la violence ou des abus.

Sur le plan de la communauté, les facteurs de risque sont :
- Pauvreté ;
- Manque de perspectives d'emploi ;
- Manque de soutien dans la police ou le système judiciaire ;
- Tolérance généralisée de la communauté envers la violence sexuelle ;
- Sanctions indulgentes de la communauté envers les auteurs de violence sexuelle.

Il existe aussi une forme d'opportunisme sexuel après une catastrophe. L'opportunisme sexuel pendant et après des évènements catastrophiques est peu recensé. Or, après les séismes de 2015 au Népal et d'autres évènements catastrophiques, ont été recensées des hausses massives de traite des jeunes filles, ainsi que d'autres atteintes aux droits humains,,.

### Auteurs des violences
Les auteurs de violences sexuelles sont issus de milieux variés ; ils peuvent être connus de la victime en tant qu'ami, membre de la famille, partenaire de couple, connaissance ou bien lui être tout à fait inconnus. D'après l'OMS, les principales motivations présidant à la violence sexuelle sont l'exercice d'un pouvoir et d'un contrôle sur quelqu'un — contrairement à l'idée répandue selon laquelle la motivation serait le désir sexuel. La violence sexuelle est bien un acte violent, agressif et hostile visant à rabaisser, dominer, humilier, terrifier et contrôler la victime. Le criminel peut agir contre une victime pour se rassurer sur ses propres capacités sexuelles, pour évacuer sa frustration, pour compenser un sentiment d'impuissance et pour obtenir la satisfaction sexuelle.
Les données concernant les hommes qui commettent des violences sexuelles sont quelque peu limitées et biaisées car elles reposent sur les violeurs arrêtés, excepté aux États-Unis, où des recherches ont aussi porté sur des hommes étudiant à l'université. Malgré les limitations que présentent les informations disponibles sur les hommes sexuellement violents, il apparaît que la violence sexuelle est présente dans la quasi-totalité des pays du monde (avec des différences de prévalence), dans toutes les classes socio-économiques et à tous les âges, dès l'enfance. Les données sur les hommes sexuellement violents montrent aussi que la plupart d'entre eux agressent des femmes qu'ils ont déjà rencontrées,. Les facteurs aggravant le risque d'un passage à l'acte résident dans des attitudes et des croyances, ainsi que dans des comportements qui ont lieu lorsque se présente l'occasion, voire un soutien, pour commettre des agressions.

## Répercussions

### Généralités
La violence sexuelle constitue un grave problème de santé publique et elle provoque des répercussions à court et à long terme sur la santé et le bien-être, tant physique que psychologique. Des études montrent que les victimes de violence sexuelle, hommes et femmes, sont exposées aux mêmes problèmes de santé mentale et aux mêmes répercussions sociales et comportementales,,. En 2013, une enquête indique que 72,4 % des victimes souffrent d'au moins un problème gynécologique : 52,2 % souffrent d'une douleur chronique dans la partie inférieure de l'abdomen ; 27,4 % souffrent de saignement vaginal anormal ; 26,6 % sont atteintes d'infertilité ; 25,3 % ont des plaies génitales ; 22,5 % subissent un gonflement dans l'abdomen. En outre, 18,7 % des répondants ont aussi subi de graves comorbidités psychologiques et chirurgicales, dont l'alcoolisme. 69,4 % témoignent d'une importante détresse psychologique ; 15,8 % ont commis une tentative de suicide ; 75,6 % déclarent un problème relatif à la chirurgie. 4,8 % des répondants sont séropositifs au VIH.

### Enfants victimes de violences sexuelles

#### Conséquences
Dans le cas des abus sexuels sur mineur, l'enfant risque de présenter des troubles mentaux qui peuvent se prolonger à l'âge adulte, surtout si l'abus sexuel comporte un rapport sexuel,,. Les enquêtes sur les garçons victimes d'abus montre qu'un sur cinq, une fois à l'âge adulte, commet à son tour des violences sexuelles sur des enfants. Les enfants victimes d'abus sexuels risquent de présenter des comportements négatifs à l'âge adulte, des problèmes d'apprentissage ainsi qu'une régression ou un développement plus lent. 

#### Statistiques
En 2023, la CIIVISE a estimé que chaque année, en France, 160 000 enfants sont victimes de violences sexuelles,,. De plus, il est indiqué que dans 97% des cas, les agresseurs sont des hommes,,.

### Exemples
Le tableau ci-dessous propose des exemples de répercussions physiques et psychologiques après des violences sexuelles :
| Effets mortels à l'issue d'une violence sexuelle | | | |
| - Suicide - Homicide - Effets du VIH / SIDA | | | |
| Effets non mortels à l'issue d'une violence sexuelle | | | |
| Répercussions physiques | Répercussions physiques | Répercussions psychologiques | Répercussions psychologiques                                                                                      |
| - Grossesse non désirée - Infertilité - Dysfonction sexuelle - Douleur pelvienne chronique - Infection sexuellement transmissible, comme le VIH - Obésité ou anorexie | - Infection urinaire - Trouble gastro-intestinal - Complications gynécologiques ou pendant la grossesse - Céphalée ou migraine - Fatigue - Nausée | - Trouble de stress post-traumatique après un viol - Syndrome de stress post-traumatique - Phobie sociale - État de choc - Consommation majorée, voire abus, de substances psychotropes - Déni | - Peur - Confusion - Anxiété - Culpabilité - Dépression - Aliénation sociale - Trouble des conduites alimentaires |

Il arrive aussi que les victimes de violence sexuelles subissent la stigmatisation et l'ostracisation dans leur famille et auprès d'autrui. Les préjugés voulant que la victime aurait provoqué les violences sexuelles conduisent à imposer le silence sur les agressions sexuelles, ce qui conduit à des conséquences psychologiques encore plus graves, surtout chez les enfants. Il est donc nécessaire de mener davantage d'interventions pour changer le comportement social envers la violence sexuelle, et de déployer des efforts pour éduquer les personnes à qui les victimes voudraient parler de l'agression subie,.

## Statistiques
Les motivations qui président à l'absence de signalement auprès des autorités sont la honte et la gêne, la peur de ne pas être cru, la peur qu'inspire le criminel, la peur face aux procédures juridiques ou le scepticisme concernant l'aide susceptible d'être apportée par les policiers. Les hommes sont encore plus réticents à porter plainte pour violences sexuelles à cause d'une gêne extrême et d'inquiétudes sur le regard que leur porteront des tiers, sur leur masculinité et sur le fait qu'ils n'ont pas été en mesure d'empêcher l'agression. Par conséquent, les informations sur la violence sexuelle contre les hommes, en particulier, présentent de grandes carences. Les abus sexuels sur mineurs sont, eux aussi, très fréquemment passés sous silence. Les données sur le sujet proviennent en majorité d'adultes interrogés sur leurs anciennes expériences sexuelles. L'une des raisons expliquant l'absence de plainte est le manque d'autonomie des enfants quand ils veulent obtenir de l'aide. Ils ont généralement besoin de s'appuyer sur un parent, qui peut refuser de croire l'enfant ou qui peut même être l'auteur des violences.
Les données sur la violence sexuelle émanent généralement de la police, des centres de soins, d'organisations non gouvernementales et d'enquêtes menées par des chercheurs. L'écart entre ces sources et l'ampleur des violences sexuelles peut être représenté comme un iceberg. La petite partie émergée représente les crimes signalés auprès de la police. Les ONG et les sondages peuvent balayer un spectre plus large.
Une publication de l'Institut national d'études démographiques (INED) parue en juin 2023 a estimé que 13 % des femmes et 5,5 % des hommes ont été victimes de violences sexuelles avant leurs 18 ans.